# 张海秋
张海秋（1891年12月23日—1972年10月18日），名福延，字海秋，以字行。白族，云南剑川人，林学教育家。

## 生平
张海秋幼年丧父，家境贫寒。先后在丽江府中学堂，省立大理第二模范中学就读。1913年，公派留学于日本东京帝国大学，攻读林科。回国后历任江苏省立第一农业学校林科教员、北京农业专门学校教授、江西省立农业专门学校林科主任。1929年，在国立中央大学农学院森林任教授，后曾担任系主任。1939年秋，应云南大学校长熊庆来之邀，转任云南大学森林系主任，并先后担任农学院院长、教授会常委、总务长、训导长、教务长、代校长等职。1972年10月18日病逝于寻甸县云南农业大学，享年81岁。

## 研究
张海秋是云南高等林业教育的创始人，也是中国现代林业教育和林业科学技术的先驱。著有《森林数学》、《中国森林史略》等专著。
在林学之外，张海秋对古汉语的文字、音韵、等韵也有研究，尤其是在与汉语的对比之下，深入研究了白语的系属问题以及演变发展过程。